# Polnische Badmintonmeisterschaft 1984
Die Polnische Badmintonmeisterschaft 1984 fand vom 31. März bis zum 1. April 1984 in Warschau statt. Es war die 20. Austragung der Titelkämpfe.

## Medaillengewinner
| Disziplin    | Gold                                                                        | Silber                                                                 | Bronze |
| ------------ | --------------------------------------------------------------------------- | ---------------------------------------------------------------------- | --- |
| Herreneinzel | Stanisław Rosko (Technik Głubczyce)                                         | Jerzy Dołhan (Technik Głubczyce)                                       | Brunon Rduch (Unia Bieruń Stary) Grzegorz Olchowik (Technik Głubczyce)                                                                        |
| Dameneinzel  | Bożena Wojtkowska (Technik Głubczyce)                                       | Bożena Siemieniec (Technik Głubczyce)                                  | Barbara Zimna (Technik Głubczyce) Zofia Żółtańska (Technik Głubczyce)                                                                         |
| Herrendoppel | Jerzy Dołhan (Technik Głubczyce) Grzegorz Olchowik (Technik Głubczyce)      | Jerzy Gwóźdź (Unia Bieruń Stary) Norbert Wegrzyn (AZS UŚ Katowice)     | Brunon Rduch (Unia Bieruń Stary) Stanisław Rosko (Technik Głubczyce) Kazimierz Ciuryś (Technik Głubczyce) Stanisław Rosko (Technik Głubczyce) |
| Damendoppel  | Bożena Siemieniec (Technik Głubczyce) Bożena Wojtkowska (Technik Głubczyce) | Barbara Zimna (Technik Głubczyce) Zofia Żółtańska (Technik Głubczyce)  | Iwona Karwowska (Polonez Warszawa) Krystyna Kopeć (Polonez Warszawa) Marzena Masiuk (Technik Głubczyce) Irena Rogula (Technik Głubczyce)      |
| Mixed        | Kazimierz Ciuryś (Technik Głubczyce) Bożena Wojtkowska (Technik Głubczyce)  | Jerzy Dołhan (Technik Głubczyce) Bożena Siemieniec (Technik Głubczyce) | Brunon Rduch (Unia Bieruń Stary) Iwona Nabiałek (Unia Bieruń Stary) Grzegorz Olchowik (Technik Głubczyce) Zofia Żółtańska (Technik Głubczyce) |